# Simone Avogadro
Simone Avogadro di Collobiano (Vercelli, 1260 ca. – Milano, 1325) è stato un signore e uomo d'arme italiano.
Membro dell’illustre famiglia Avogadro, Simone fu capo della fazione guelfa di Vercelli (contrapposti alla fazione ghibellina capeggiata dai Tizzoni) e detentore di una signoria di fatto nella stessa città dal 1300 al 1316.

## Biografia

### Potere della famiglia Avogadro
I “De Advocatis” furono una famiglia vercellese del XII secolo, dedita, principalmente, all’attività creditizia e alla gestione della proprietà ecclesiastica. Già dalla metà del secolo la famiglia sfruttò i rapporti privilegiati con la Chiesa vercellese per far eleggere propri membri come vescovi, iniziando, così, a costruirsi un dominio signorile (lo stesso nome “de advocatis” fa riferimento al ruolo di avvocati vescovili). Essi riuscirono anche a sostituire le vecchie famiglie della feudalità rurale, in parte imparentandosi con loro e, in parte, direttamente acquistando i loro territori e feudi. A partire dalla fine del XII secolo il comune di Vercelli, in cui gli Avogadro erano la famiglia più influente, iniziò a sottomettere un gran numero di signori del contado.

### Simone "signore" di Vercelli
La figura di Simone Avogadro, rimasta a lungo sottotraccia, diventò centrale solo agli inizi del 1300, dopo la cacciata dei Tizzoni da Vercelli e dopo la sua “ascesa” a capofamiglia e guida della fazione guelfa; da questo momento la sua figura iniziò ad assumere sempre più rilievo negli avvenimenti riguardanti la storia di Vercelli e dell’Italia.
Nonostante la posizione di potere della famiglia Avogadro, essi si scontrarono più volte con i Tizzoni e i Sononmonte, e solo grazie a Simone, nel 1301, riuscirono a sconfiggere i ghibellini e a “prendere” il potere nella città di Vercelli. Egli riuscì, inoltre, ad entrare in possesso del castello e del villaggio di Loceno (posseduti precedentemente da Bonifacio di Sonomonte).
Nel 1306 Simone prestò al comune il denaro per pagare i soldati che sarebbero partiti con lui nella crociata contro Dolcino da Novara indetta da Raniero (o Rainero) II Avogadro.
Quando nel 1310 Raniero morì gli successe Uberto Avogadro (appartenente al ramo della famiglia Avogadro di Valdengo). La sua elezione fu imposta dalla fazione guelfa e da Simone «la cui autorità era allora grandissima e cui certamente non poteva sfuggire quale enorme vantaggio a lui sarebbe derivato ove la suprema carica ecclesiastica fosse stata nuovamente devoluta ad un rappresentante della propria famiglia». Simone, inoltre, mirava a rafforzare il proprio potere in vista della discesa dell’imperatore Enrico VII in Italia. Il 3 novembre 1310 l’imperatore arrivò a Torino dove fu accolto da vari signori, tra cui Simone Avogadro con al seguito 300 uomini d’arme. Simone lo scortò poi a Vercelli dove Enrico costrinse la fazione guelfa a far rientrare in città i ghibellini e a firmare un trattato di pacificazione (stilato dal vescovo Uberto). Data la grande influenza di Simone su Vercelli Enrico VII gli concesse il 27 febbraio 1311 il titolo di conte, così Simone diventò «signore con diritti feudali e giurisdizione su tutti i territori da lui posseduti».

### La ripresa dei conflitti con i ghibellini
Dopo che l’imperatore lasciò Milano, in seguito alla sua incoronazione (6 gennaio 1311), gli scontri tra le fazioni a Vercelli ricominciarono e i ghibellini furono nuovamente espulsi dal comune. Dopo pochi mesi, furono riammessi grazie alla mediazione di Filippo di Savoia, vicario imperiale, e fu redatto un nuovo trattato di pace (18 settembre 1311). Ma anche la nuova pace ebbe breve durata, e nell’estate del 1312 scoppiarono nuovi scontri. La notizia raggiunse Enrico a Pisa, che proclamò la condanna a morte di tutti gli esponenti guelfi di Vercelli (tutti Avogadro), primo fra tutti Simone.Tuttavia, la sentenza imperiale non venne applicata: infatti, l’Imperatore morì improvvisamente vicino a Siena nel 1313 e papa Clemente V revocò la condanna contro Simone e gli altri Avogadro.

### Tramonto del dominio di Simone
Dal 1316 al 1318 il potere di Simone iniziò a vacillare: la fazione guelfa, infatti, non deteneva più il potere in modo incontrastato ma governava con la fazione ghibellina. Intanto il contado di Vercelli era attraversato da frequenti incursioni di soldati viscontei e da mercenari assoldati dai Tizzoni. Simone, tramite Uberto, chiese aiuto a papa Giovanni XXII che, in risposta, scomunicò i Visconti, i Tizzoni e i loro seguaci. Inoltre, nel 1320, gli Avogadro assoldarono Filippo di Valois per la somma di 10.000 fiorini d’oro, affinché liberasse il contado dalle forze viscontee. Tuttavia, gli sforzi del Valois si rivelarono inutili e il 25 agosto 1320 ritirò le proprie truppe e tornò in Francia. Nel 1321 i Tizzoni e i Visconti misero sotto assedio Vercelli e dopo due mesi di assedio, data la mancanza di aiuti e di viveri, Simone fu costretto ad arrendersi. Egli fu quindi catturato e portato nelle prigioni viscontee a Milano, dove morì nel 1325. Il corpo fu restituito ai familiari e sepolto nella cattedrale di Sant’Eusebio a Vercelli.